# Caleb P. Bennett

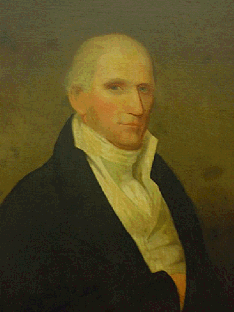

Caleb Prew Bennett (11 de novembro de 1758 - 9 de maio de 1836) foi um político norte-americano que foi governador do estado do Delaware, no período de 1833 a 1836, pelo Partido Democrata.